# Инкарвиллея
Инкарви́ллея (лат. Incarvillea) — род травянистых растений, включённый в семейство Бигнониевые (Bignoniaceae).

## Научное название
Научное название рода было дано ему французским ботаником Антуаном Лораном де Жюссьё. Оно образовано от фамилии другого французского учёного Пьера Николя Инкарвилля (1706—1757).

## Ботаническое описание
Представители рода — исключительно травянистые растения с клубневидными или деревянистыми корнями, изредка достигающие 2 м в высоту. Листья собраны в прикорневую розетку или же расположены очерёдно по стеблю, в очертании обычно непарно-пальчаторассечённые, край листочков иногда мелкозубчатый.
Соцветие — кисть или метёлка с прицветниками и прицветничками. Цветки могут быть одиночными, пятираздельные, с колокольчатой чашечкой и трубчатым двусторонне-симметричным венчиком. Тычинки в количестве 4, пестик с двухраздельным рыльцем, голый.
Плод — двухраздельная четырёх- или шестиугольная коробочка с крылато-опушёнными семенами.

## Ареал
Родина инкарвиллеи — Центральная и Восточная Азия, многие виды известны из Гималаев. Некоторые виды переносят понижение температуры до −15 °C.

## Таксономия
|  |                                      |  |                                                         |                                                         |                       |  | ещё 22 семейства (согласно Системе APG III) | ещё 22 семейства (согласно Системе APG III) |                 |  |                |  | ещё 17 родов | ещё 17 родов |  |
|  |                                      |  |                                                         |                                                         |                       |  | ещё 22 семейства (согласно Системе APG III) | ещё 22 семейства (согласно Системе APG III) |                 |  |                |  | ещё 17 родов | ещё 17 родов |  |
|  |                                      |  |                                                         | порядок Ясноткоцветные                                  |                       |  |                                             |                                             | триба Tecomeae  |  |                |  |              |              |  |
|  |                                      |  |                                                         | порядок Ясноткоцветные                                  |                       |  |                                             |                                             | триба Tecomeae  |  | около 16 видов |  |              |              |  |
|  | отдел Цветковые, или Покрытосеменные |  |                                                         |                                                         | семейство Бигнониевые |  |                                             |                                             | род Инкарвиллея |  |                |  |              |              |  |
|  | отдел Цветковые, или Покрытосеменные |  |                                                         |                                                         |                       |  |                                             |                                             |                 |  |                |  |              |              |  |
|  |                                      |  | ещё 58 порядков цветковых растений (по Системе APG III) | ещё 58 порядков цветковых растений (по Системе APG III) |                       |  |                                             | ещё 7 триб                                  | ещё 7 триб      |  |                |  |              |              |  |
|  |                                      |  |                                                         | ещё 58 порядков цветковых растений (по Системе APG III) |                       |  |                                             |                                             | ещё 7 триб      |  |                |  |              |              |  |

### Виды
По информации базы данных The Plant List (2013), род включает не менее 17 видов
.
- Incarvillea altissima Forrest, 1921
- Incarvillea arguta Royle, 1833
- Incarvillea beresowskii Batalin, 1895
- Incarvillea compacta Maxim., 1881 — Инкарвиллея плотная
- Incarvillea delavayi Bureau & Franch., 1891 — Инкарвиллея Делавея
- Incarvillea dissectifoliola Q.S.Zhao, 1988
- Incarvillea emodi (Royle ex Lindl.) Chatterjee, 1948
- Incarvillea forrestii H.R.Fletcher, 1935
- Incarvillea himalayensis Grey-Wilson, 1998
- Incarvillea lutea Bureau & Franch., 1891
- Incarvillea mairei (H.Lév.) Grierson, 1961
- Incarvillea olgae Regel, 1880 — Инкарвиллея Ольги
- Incarvillea potaninii Batalin, 1891 — Инкарвиллея Потанина
- Incarvillea semiretschenskia (B.Fedtsch.) Grierson, 1961 — Инкарвиллея семиреченская
- Incarvillea sinensis Lam., 1789 — Инкарвиллея китайская
- Incarvillea younghusbandii Sprague, 1907
- Incarvillea zhongdianensis Grey-Wilson, 1998